# 투 프렌즈
《투 프렌즈》(Les deux amis, Two Friends)는 프랑스에서 제작된 루이스 가렐 감독의 2015년 드라마 영화이다. 골쉬프테 파라하니 등이 주연으로 출연하였다.
이 영화는 알프레드 드 뮈세의 연극 The Moods of Marianne에 어느 정도 기반을 두고 있다.

## 출연

### 주연
- 골쉬프테 파라하니
- 루이 가렐
- 빈센트 맥케인

### 조연
- 아이멜린 발라드
- 미셸 고데
- 로랑 라파그
- 라시드 하미
- 에릭 바토니오